# Vale da Senhora da Póvoa
Vale da Senhora da Póvoa es una freguesia portuguesa del concelho de Penamacor, con 19,39 km² de superficie y  habitantes (2001). Su densidad de población es de 17,2 hab/km².